# Curtius Nikias
Kurcjusz Nikiasz (łac. Curtius Nikias) – grecki gramatyk rodem z Kos.
Przebywał w Rzymie. Był przyjacielem Cycerona, Pompejusza i Cezara. Według Swetoniusza poróżnił się jednak z Pompejuszem z powodu dostarczenia jego żonie listu od Gajusza Memmiusza, zawierającego niemoralną propozycję, o czym małżonka nie omieszkała poinformować Pompejusza. Kurcjusz Nikiasz znany jest również jako autor komentarza do utworów Lucyliusza.